# Società Catanese Trasporti
La Società Catanese Trasporti, acronimo SCAT, era un'azienda di trasporto pubblico che operava nel comune di Catania. Venne municipalizzata nel 1964.

## Storia
Il trasporto pubblico a Catania, fino agli inizi del Novecento, era costituito da un modesto servizio privato di bus a cavalli. Il 2 aprile 1905 iniziò il suo servizio la Société Tramways et Eclairage Electrique a Catane, con tre linee tranviarie poi estese ulteriormente. Nel 1949 in seguito ad una delibera del consiglio comunale di Catania (n. 166 del 29 ottobre 1948) che decretava la soppressione del servizio tranviario e la sua sostituzione con quello filoviario venne costituita, agli inizi dell'anno, con atto stipulato presso il notaio Di Giovanni di Palermo la Società Catanese Trasporti con capitale di 90 milioni di lire. A questa era demandata la trasformazione degli impianti in tempi brevi per consentire la circolazione dei filobus.
Già il 7 aprile 1949 entrò in funzione la prima linea filoviaria SCAT n. 1, Stazione-Tondo Gioeni che sostituiva sullo stesso percorso quella tranviaria. Il regolamento di concessione delle filovie urbane a cui doveva attenersi la società fu approvato il 1º luglio 1950 con delibera della giunta comunale n. 1983. Piuttosto celermente entrarono in funzione anche le restanti linee con la progressiva eliminazione del materiale rotabile tranviario ormai obsoleto. La delibera comunale n. 2832 del 14 settembre 1950 documenta "...l'alienazione di un tram annaffiatore, già depositato nei locali della SCAT di via Plebiscito in conseguenza della soppressione del servizio tranviario cittadino".
La società continuò ad operare con l'istituzione e l'esercizio di linee di autobus e filobus fino al 1964 anno nel quale venne approvata la municipalizzazione dei servizi di trasporto urbano della città. Ad essa subentrò negli impianti e nelle attrezzature la AMT, Azienda Municipale Trasporti.

## Filobus
| Numeri    | Anno      | Telaio         | Carrozzeria      | Parte elettrica | Note                                               |
| --------- | --------- | -------------- | ---------------- | --------------- | -------------------------------------------------- |
| 51 a 70   | 1949      | Fiat 668/122   | Cansa            | CGE             | Un'unità venduta nel 1970 alla rete di Alessandria |
| 101 a 126 | 1949-1950 | Fiat 672/122   | Cansa            | CGE             |                                                    |
| 201 a 204 | 1951      | Fiat 672/225   | Cansa            | CGE             |                                                    |
| 301 a 304 | 1952      | Alfa Romeo 140 | Caproni          | CGE             |                                                    |
| 230 a 240 | 1954      | Fiat 2472 CV44 | Viberti Monotral | CGE             |                                                    |
| 81 a 92   | 1962      | Fiat 2405      | Aerfer UTVES     | CGE             | Venduti nel 1967 alla rete di Salerno              |

## Rimesse ed officine
- Catania, via Plebiscito 747[2]